# Рембелиці-Крулевські
Рембелиці-Крулевські (пол. Rębielice Królewskie) — село в Польщі, у гміні Попув Клобуцького повіту Сілезького воєводства.
Населення — 829 осіб (2011).
У 1975-1998 роках село належало до Ченстоховського воєводства.

## Демографія
Демографічна структура станом на 31 березня 2011 року:
|          | Загалом | Допрацездатний вік | Працездатний вік | Постпрацездатний вік |
| -------- | ------- | ------------------ | ---------------- | -------------------- |
| Чоловіки | 409     | 82                 | 273              | 54                   |
| Жінки    | 420     | 73                 | 221              | 126                  |
| Разом    | 829     | 155                | 494              | 180                  |